# Comandante-geral
Comandante-geral é a denominação de cargos e postos em forças militares, paramilitares e policiais de vários países.

## Brasil
Comandante-geral é a denominação do cargo máximo das forças militares estaduais (polícias militares e corpos de bombeiros militares brasileiros).
Para o cargo de Comandante-geral é escolhido, entre os coronéis da própria corporação, não necessariamente o mais antigo (com maior tempo de serviço, no jargão militar), mas aquele que desfruta da completa confiança do Governador, além é claro, de estreito relacionamento político com o governo executivo.

### Principais atribuições de um Comandante-geral
Ao Comandante-Geral compete a administração, o comando e o emprego da Corporação, cabendo-lhe:
- Organizar, dirigir, coordenar, controlar e fiscalizar as atividades da Polícia Militar, visando ao fiel cumprimento das suas missões e encargos, respeitada a legislação pertinente;
- Assumir a função, elaborar seu plano de comando, de acordo com as diretrizes e programas do Governo do Estado;
- Assessorar o Secretário de Estado da Segurança Pública em assuntos que digam respeito às ações e operações policiais-militares;
- Nomear comissões e grupos de trabalhos, estabelecendo suas incumbências;
- Decidir originariamente ou em grau de recurso, todos os assuntos pertinentes ao pessoal da Polícia Militar, nos limites de sua competência;
- Movimentar oficiais e praças e afastá-los de suas funções, respeitadas disposições legais;
- Declarar aspirantes-a-oficial e promover praças às graduações subsequentes;

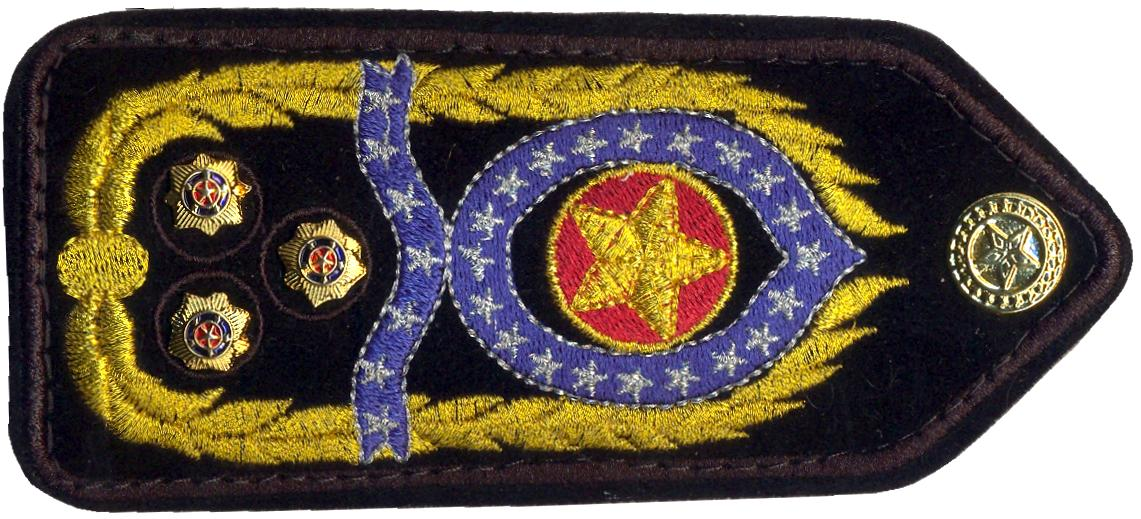
Platina e insígnia de Comandante Geral.

- Presidir as reuniões da Comissão de Promoções de Oficiais;
- Manter intercâmbio com as demais Instituições Militares e Policiais;
- Delegar atribuições de sua competência, respeitados os limites legais;
- Solucionar os casos omissos na legislação específica;
- representar a Corporação junto aos Órgãos e Poderes constituídos;
- promover o desenvolvimento uniforme da instrução e assegurar a preservação da disciplina e a execução regular dos serviços, zelando pela gestão administrativa, em conformidade com as leis e regulamentos em vigor;
- Corresponder-se, privativa e diretamente com o Governador do Estado, sobre assuntos referentes à administração da Corporação;
- Imprimir a todos os seus atos a máxima correção, pontualidade e justiça;
- Atender, dentro das possibilidades de seu efetivo, as requisições expedidas por autoridades civis, consoante a legislação em vigor;
- Zelar para que a tropa sob seu comando esteja sempre preparada para a eventualidade de uma mobilização ou de um emprego imediato;
- Cumprir rigorosamente as obrigações que lhe forem impostas pela legislação relativa à mobilização;
- Estabelecer o expediente da Corporação;
- Visitar frequentemente os quartéis e seções, inspecionando as atividades em desenvolvimento;
- Transcrever, a seu juízo, em boletim geral, as recompensas concedidas pelos comandos subordinados;
- Exercer a competência disciplinar e a polícia judiciária militar que lhe são afetas;
- Determinar a instauração de processos e de procedimentos administrativos, prolatando as decisões que lhe competirem e encaminhando ao Governador do Estado as que forem da alçada dessa autoridade;
- Conceder direitos e atribuir responsabilidades, dentro de sua competência, àqueles que lhe estiverem subordinados;
- Definir os cursos a serem realizados anualmente na Corporação;
- Autorizar aos integrantes da Polícia Militar o ingresso, a saída ou o desempenho de atividades administrativas, nos estabelecimentos militares, em trajes civis adequados à missão e ao ambiente de trabalho;
- Zelar pela rigorosa observância dos uniformes constantes em regulamento;
- Expedir regimentos internos, normas gerais de ação, diretrizes, planos gerais e setoriais, instruções e ordens.

## Portugal
Em Portugal, o título de "comandante-geral" é atualmente aplicado aos oficiais generais comandantes da Guarda Nacional Republicana e da Polícia Marítima.
No passado, foi também o título dos comandantes de outras forças de segurança, como a Polícia de Segurança Pública, a antiga Guarda Fiscal e a antiga Legião Portuguesa.